# Теренс Марш
Теренс Марш (14 листопада 1931, Лондон — 9 січня 2018, США) — британський художник-постановник, дворазовий володар кінопермії «Оскар», ще був номінований на дві премії у номінації за найкращу роботу художника-постановника.

## Творчість
Свою кар'єру художника-постановника фільмів він почав в 1950-х роках. Найвідомішими роботами Марша стали фільми «Втеча з Шоушенка» і «Зелена Миля». Останньою роботою Маршу став фільм «Час пік 2» у 2001 році.

## Художник-постановник
- Година Пік 2 (2001)
- Зелена Миля (1999)
- Втеча з Шоушенка (1994)
- Пряма і явна загроза (1994)
- Основний інстинкт (1992)
- Гавана (1990/І)
- Полювання за «Червоним Жовтнем» (1990)
- Привиди у медовий місяць (1986)
- Бути або не бути (1983)
- Найбільший коханець у світі (1977)
- Міст надто далеко (1977)
- Пригоди хитромудрого брата Шерлока Холмса (1975)
- Скляний звіринець (1973) (телебачення)
- Людина Макінтоша (1973) (як Террі Марш)

## Нагороди
Теренс Марш виграв дві премії Оскари у номінації за найкращу роблоту художника-постановника і був номінований ще на дві:
Виграв
- Доктор Живаго (1965)
- Олівер! (1968)

Номінований
- Скрудж (1970)
- Мері, Королева Шотландії (1971)

Він також був номінований на три Нагороди BAFTA за кращий виробничий дизайн:
- Скрудж (1970)
- Міст надто далеко (1977)
- Полювання за «Червоним Жовтнем» (1990)

## Смерть
Марш помер 9 січня 2018 року у місті Тихоокеанський палісад неподалік Лос-Анджелеса у США, однак публічно про це повідомили пізніше. Перед смертю протягом чотирьох років він боровся з раком.